# Arthur Brand
Arthur Brand (* 23. August 1870 in Berlin; † 2. März 1943 in Dresden) war ein preußischer Zivilrichter und Beamtenrechtskommentator.

## Leben
Nach dem Abitur in Berlin, dem Jurastudium in Freiburg und Berlin sowie der Promotion in Jena trat Brand in den preußischen Justizdienst. Er wurde 1909 Richter am Kammergericht und 1918 Präsident des Landgerichts Duisburg-Hamborn; dieses Amt bekleidete er bis zum Eintritt in den Altersruhestand 1935. Brand wurde 1929 Dozent der Universität Köln und war ebendort zwischen 1932 und 1935 Honorarprofessor für Beamtenrecht.
Brand trat zum 1. Mai 1933 der NSDAP bei (Mitgliedsnummer 2.864.319). Man berief ihn zum Mitglied des Unterausschusses Beamtenrecht der Akademie für Deutsches Recht. An ersten Unrechtsmaßnahmen der werdenden Diktatur war er als Landgerichtspräsident (Organ der Justizverwaltung [Auftrittsverbote gegenüber jüdischen Anwälten]) beteiligt.
Die Tätigkeit als Kommentator (vor allem) des Beamtenrechts hatte Brand gegen Ende der Kaiserzeit aufgenommen. Während der Weimarer Republik bzw. ihrer zweiten Hälfte und der Diktatur wurde er einer der erfolgreichsten Fachautoren. Seine Texte gelten als zuverlässige Quelle hergebrachter Grundsätze des Berufsbeamtentums.

## Schriften (Auswahl)
- Reichsbeamtengesetz, 1. Aufl. 1902, 3. Aufl. als Reichsbeamtengesetze 1929
- Beamtenrecht, Die Rechtsverhältnisse der preußischen Staats- und Kommunalbeamten, 1. Aufl. 1914, 3. Aufl. 1928
- Die preußischen Disziplinargesetze, 1. Aufl. 1929, 3. Aufl. als Die preußischen Dienstrafordnungen 1935
- Art. 128–131 (WRV), Rechte und Pflichten der Beamten, in: Nipperdey (Hrsg.): Grundrechte und Grundpflichten der Reichsverfassung, Band II, 1930, S. 211 ff.
- Reichsdienststrafordnung, 1. Aufl. 1937, 3. Aufl. 1941
- Deutsches Beamtengesetz, 1. Aufl. 1937, 4. Aufl. 1942